# Onciale 0252
- Papyrus
- Onciale
- Minuscules
- Lectionnaire

Le Codex 0252 (dans la numérotation Gregory-Aland), est un manuscrit du Nouveau Testament sur parchemin écrit en écriture grecque onciale.

## Description
Le codex se compose d'une folio. Il est écrit en deux colonnes par page, de 25 lignes par colonne. Les dimensions du manuscrit sont 20 x 17 cm,. Les paléographes datent ce manuscrit du Ve siècle.
C'est un manuscrit contenant le texte de la Épître aux Hébreux (6,2-4.6-7).
Le texte du codex représenté est de type texte mixte. Kurt Aland le classe en Catégorie III.
Le manuscrit a été examiné par Ramón Roca-Puig.
Lieu de conservation
Il est conservé à la Fundación Sant Lluc Evangelista (P. Barc., inv. n. 6) à Barcelone,.